# Richard Fletcher-Vane
William Richard Fletcher-Vane, 2. baron Inglewood (ur. 31 lipca 1951 w Carlisle w Kumbrii) – brytyjski polityk, członek Izby Lordów, poseł do Parlamentu Europejskiego III i V kadencji.

## Życiorys
Kształcił się w Eton College oraz w Trinity College na University of Cambridge. W 1975 uzyskał uprawnienia prawnika. Pełnił różne funkcje w organach administracji terytorialnej.
W 1989 został członkiem Izby Lordów, pozostał w niej jako par dożywotni również po reformie z 1999. Był whipem (1994–1995) oraz parlamentarnym podsekretarzem stanu (1995–1997), następnie przez rok rzecznikiem opozycji ds. środowiska, transportu i regionów.
W latach 1989–1994 oraz 1999–2004 z ramienia Partii Konserwatywnej sprawował mandat posła do Parlamentu Europejskiego. Należał m.in. do frakcji chadeckiej, pracował w Komisji Prawnej i Rynku Wewnętrznego oraz w Komisji Spraw Konstytucyjnych.

## Życie prywatne
Jest synem Williama Fletcher-Vane’a, 1. barona Inglewood i Mary Proby. W 1986 poślubił Cressidę Pemberton-Pigott, mają jednego syna, Henry’ego Williama Fredericka (ur. 1990).